# 경감

경감의 계급장

경감(警監, Senior Inspector)은 경찰관 계급 중 하나로(중간급 간부), 경위의 위, 경정의 아래로, 중간급 간부에 속한다.
6급 주사(갑)에 해당하며, 소방관의 소방경, 군대의 소령 계급에 대응한다.
경찰공무원 중에서 소방공무원을 보하던 때에는 소방경감 계급이 따로 존재하였다.

## 보직
| - 수사, 교통부서의 계장 또는 팀장 - 각종 경찰 부서의 계,팀장 - 파출소장, 지구대장(간혹 경정이 대장인 대형 지구대의 팀장) - 지방청 경찰관기동대의 제대장 - 의경기동대 중대장, 방범순찰대장 | - 해양경찰서 계장, 상황실장 - 해양파출소장 - 대형경비함 부장, 기관장 - 중형경비함장(250, 300, 500톤급) - 100톤급 소형경비정장 - 동해해양특수구조대장 | 자치경감 |

### 자치경감

제주자치경감의 계급장